# Mrzlava vas
Mrzlava vas je naselje u Općini Brežice u istočnoj Sloveniji. Mrzlava vas se nalazi u pokrajini Dolenjskoj i statističkoj regiji Donjoposavskoj. 

## Stanovništvo
Prema popisu stanovništva iz 2002. godine Mrzlava vas je imala 124 stanovnika.

### Etnički sastav
1991. godina:
- Slovenci: 122 (96,1%)
- Hrvati: 1
- Jugoslaveni: 1
- ostali: 1
- neopredijeljeni: 1

## Vanjske poveznice
- Satelitska snimka naselja  Arhivirana inačica izvorne stranice od 29. srpnja 2017. (Wayback Machine)